# Ivan Jakovics Franko
Ivan Jakovics Franko (ukránul Іва́н Я́кович Франко́; Nahujevicsi, 1856. augusztus 27. – Lemberg, 1916. május 28.) ukrán költő, író, műfordító, publicista, társadalomtudós, politikai aktivista.
1962 óta az ő nevét viseli Ivano-Frankivszk városa.

## Élete

### Ifjúsága

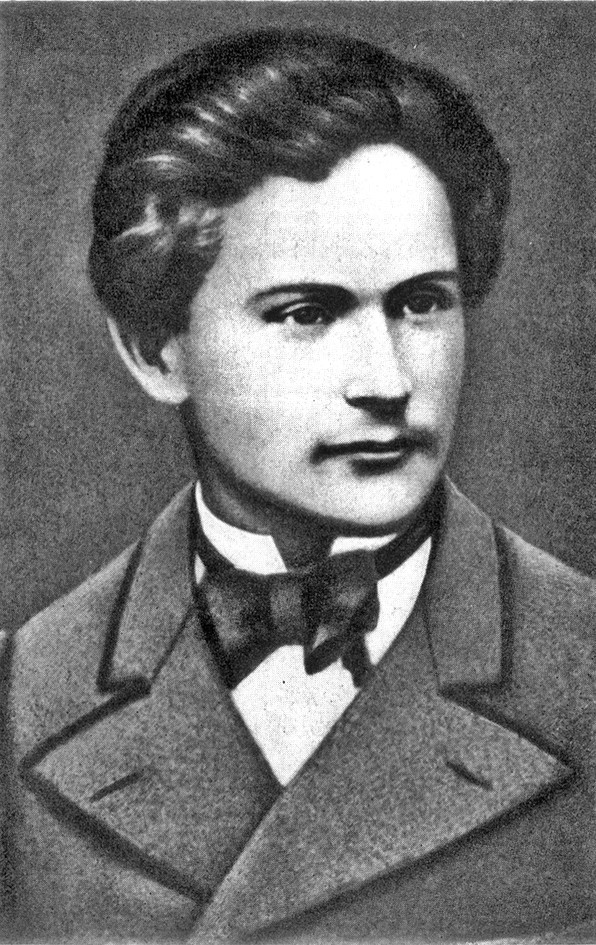
Ivan Franko egyetemista korában

Ivan Franko 1856. augusztus 27-én született a galíciai Nahujevicsi faluban (akkor az Osztrák Császárság része, ma Ukrajna Lvivi területe) a helyi tehetős kovács, Jakov Franko és 33 évvel fiatalabb felesége, Marija Kulcsicka gyermekeként. Apai ágon német betelepültektől származott, innen kapta az ukrán nevek között szokatlan Franko családnevet. Anyja elszegényedett ruszin nemesi család tagja volt.
1862-1864-ben a szomszédos Jaszenyicja-Szilna falusi iskolájában tanult, utána pedig 1867-ig a drohobicsi bazilita kolostor iskolájában, ahol a német volt a tanítási nyelv Kilencéves korában (1865-ben) apja meghalt. Anyja újból férjhez ment; Ivan mostohaapja, Hrihorij Havrilik saját gyerekeként gondoskodott róla és egész életében barátok maradtak. 15 éves korában (1872) anyja is meghalt.
1867-ben beiratkozott a lengyel tannyelvű drohobicsi I. Ferenc József állami gimnáziumba. Osztályfőnöke, Ivan Verhratszkij irodalmi kört szervezett az iskolában, aminek Franko is tagja volt, és tőle kapta a kortárs ukrán írók és költők (Tarasz Sevcsenko, Mihajlo Drahomanov stb.) műveit. Franko maga is elkezdett verseket és prózát írni a gimnáziumban; állítása szerint első műve egy Drahomanovnak írt levél volt. Későbbi önéletrajzi ihletettségű műveiben leírta, milyen volt a korabeli merev rangkülönbségre, a diákok testi fenyítésére és megalázásra alapuló iskolai élet. Franko már a középiskolában is rendkívüli tehetséget mutatott, társai szórakoztatására első hallás után meg tudta ismételni a tanárok egyórás előadásait, kívülről tudta Sevcsenko Kobzos verseskötetét és a lengyel házi feladatot időnként vers formában írta meg. Pénzét könyvekre költötte, több mint ötszáz, különböző nyelvű könyvet gyűjtött össze a gimnáziumban. Már ekkor megkezdte Szophoklész és Euripidész műveinek lefordítását ukránra.
1875-ben leérettségizett. Árvaként távoli rokonoknál lakott, volt hogy az asztalosműhelyben koporsóban aludt. Megélhetését magántanítóskodásból fedezte. 

### Politikai tevékenységének kezdetei
1875 őszén beiratkozott a Lembergi Egyetem filozófiai szakára. Belépett a diákok russzofil körébe. Első megjelent műveit (Népi ének c. vers, 1874; Petrijek és Dovbuscsikok c. regény, 1875) a kör újságja, a Druh (Barát) közölte. Az egyetemen személyesen is találkozott Drahomanovval és élénk levelezésben maradt vele. Belépett a Druh szerkesztőségébe és egyre többet foglalkozott politikával. 1877-ben az osztrák hatóságok az egész szerkesztőséget letartóztatták és titkos szocialista társaság szervezésével vádolták őket. Franko kilenc hónapot töltött börtönben, köztörvényesekkel egy cellában, rossz higiéniai viszonyok között. Kiszabadulása után megismerkedett Marx és Engels nézeteivel és Mihajlo Pavlikkal együtt újságot indított Hromadszkij druh (A közösség barátja) címmel. Az újságot a hatóság két szám után betiltotta, ezután Dzvin (Harang) és Molot (Kalapács) név alatt jelent meg. 1880-ban újból háromhónapos börtönre ítélték mert a parasztokat a kormányzat ellen agitálta. Kiszabadulása után veszélyes radikális hírébe került, figyelte a rendőrség és abba kellett hagynia egyetemi tanulmányait is.   

### Irodalmi munkássága

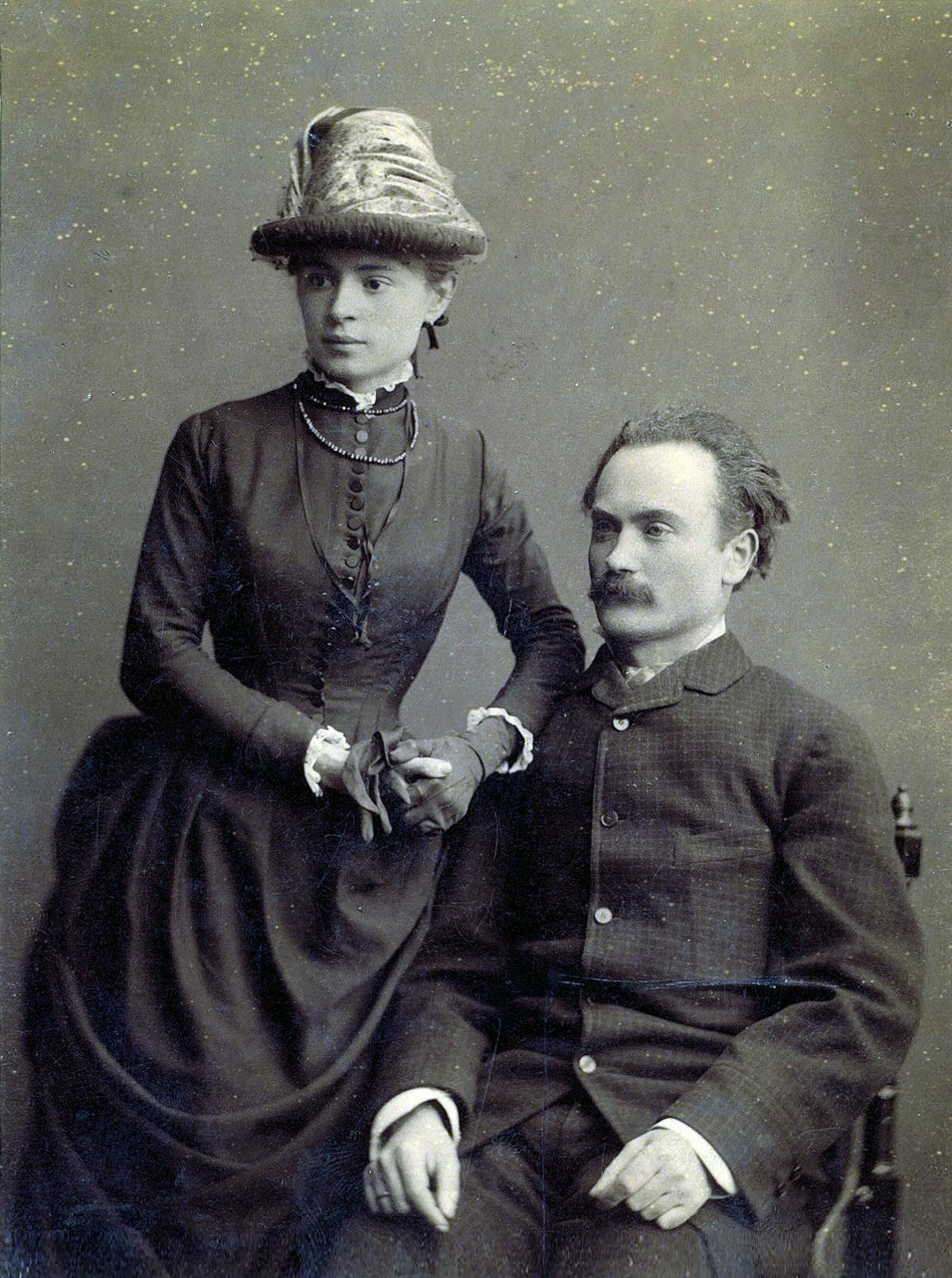
Feleségével 1886-ban

Ebben az időszakban írta politikai és népi témájú verseit, köztük az egyik leghíresebb, Kőtörők c. 1878-as költeményét (amely alapján Franko beceneve Kőtörő lett) vagy az Örök forradalmár (1880) és Még nem... (1880) verseket és a Boa constrictor (1881), Boriszlav nevet (1881) és Zahar Berkut (1882) regényeket; valamint kritikai és publicisztikai cikkeket. 1881 után több kiadványba is írt, ilyen volt a Szvit (Világ), a Zorja (Hajnal), a Gyilo (Munka). Megpróbálta megszervezni saját, független folyóiratát a Posztup-ot (Haladás), eközben kétszer is Kijevbe utazott, hogy találkozzon az ukrán kulturális és politikai élet jeles alakjaival. Eközben ismerkedett meg feleségével, Olga Horuzsinszkával is, akit 1886 májusában vett feleségül. Életrajzírói a galíciai Franko és a kijevi Horuzsinszka házasságát Nyugat- és Kelet-Ukrajna szimbolikus egyesülésének is látták. 1888-ban rövid ideig a Pravda (Igazság) c. újságba publikált, ami miatt ebben az évben két hónapra ismét bebörtönözték. Miután nem sikerült saját ukrán újságot alapítania, Franko a lembergi lengyel nyelvű Kurjer Lwowski-nak írt cikkeket ami alacsony, de biztos jövedelmet biztosított számára. Egyes írásait az osztrák Die Zeit is megjelentette.
Miután doktori disszertációját a Lembergi Egyetem elutasította, 1891-ben egy félévet a Csernovici Egyetemen tanult, majd a Bécsi Egyetemre adta be a Barlám és Jozafát legendáját irodalomtörténeti szempontból feldolgozó téziseit és 1893 májusában megszerezte a filozófiai doktora címet.  

### Kései évei
1890-ben Mihajlo Drahomanovval együtt alapító tagja volt a Orosz-Ukrán Radikális Pártnak (később Ukrán Radikális Párt), amelynek 1898-ig ő volt az elnöke. A párt háromszor is képviselőnek jelölte a bécsi és a galíciai országgyűlésbe, de nem választották meg. 1899-ben a radikális és népi értelmiségi tagok egy részével megalapította a Nemzeti Demokratikus Pártot, amiben 1904-ig dolgozott, de utána felhagyott a politikai tevékenységgel. Franko igyekezett elterjeszteni, hogy a galíciai szlávok az addigi ruszin önmegnevezés helyett ukránoknak mondják magukat ("Meg kell tanulnunk ukránnak mondani magunkat – nem galíciainak, nem bukovinainak, hanem ukránnak, társadalmi korlátok nélkül..."(1905))
1908-ban Franko egészsége megrendült, de haláláig folytatta a munkát. "Az utolsó 14 napban sem éjjel sem nappal nem tudtam aludni, nem tudtam ülni, és mikor folytattam a munkát, szörnyű fájdalomban dolgoztam" írta. Ekkor készültek Jegyzetek az ukrán orosz irodalomhoz (1910), Tanulmányok az ukrán népdalokról (1913) c. tudományos munkái és ókori szerzőket fordított. Betegsége során 232 költeményt (7 ezer sort) fordított le.

### Halála

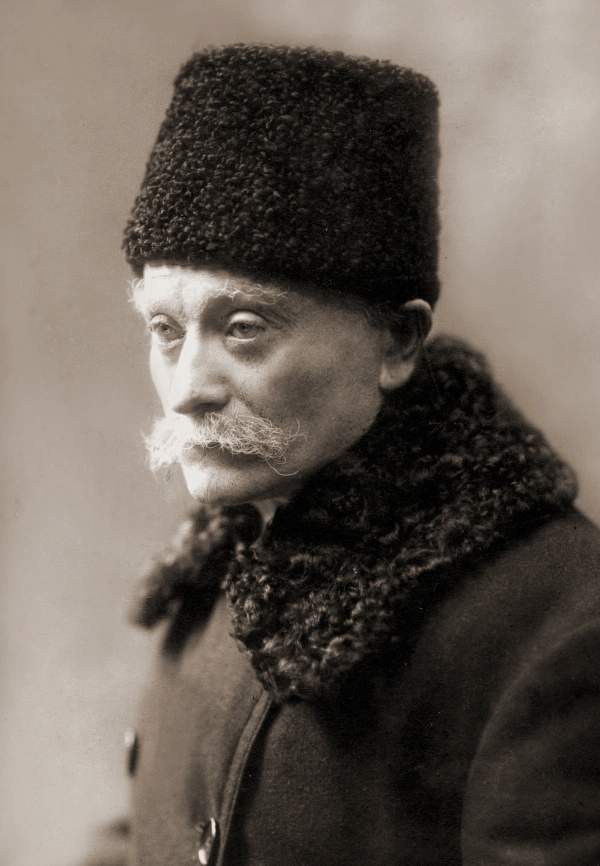
Az idős Ivan Franko

Ivan Franko 1916. május 28-án halt meg Lembergben. A szegényesen élő író ravatalát csak egy rongyos lepedővel takarták, Temetési ruháit hívei fizették ki és idegen kriptába (a Moticsinszkij-családéba) temették. Koporsóját öt évvel később tették át külön sírba, 1933-ban pedig emlékművet emeltek fölé. Könyveit és levelezését végakaratának megfelelően a Sevcsenko Tudományos Társaság kapta meg.

### Családja
Ivan Franko 1886-ban vette feleségül Olga Fedorivna Horuzsinszkát. Bár négy gyerekük született, házasságuk nem volt boldog. Az anyagi nélkülözés, a társadalmi számkivetettség, az, hogy Olga nem állhatta Ivan politizáló barátait, lassan aláásták felesége egészségét. Kedvenc fiuk, Andrij 1913-as halála mindkét szülőnek nagy csapás volt, de Olga idegösszeroppanást kapott, ami a későbbiekben tovább romlott és elmebeteg lett. Férje halála után magányosan, gyermekeitől elhagyatva élt 1941-es haláláig. Gyermekeik: 
- Andrij (1887–1913) bölcsész, etnográfus, műfordító, 27 évesen szívbetegségbe halt bele
- Tarasz (1889–1971) író, a Szovjet Írószövetség tagja
- Petro (1890–1941) vegyészmérnök, író, pedagógus
- Anna (1892–1988) író, publicista

## Munkássága
Franko költészetének egyik oldala a forradalmi versek, ezeket politikailag aktív, fiatalabb korszakában írta (Elvtársaimnak a börtönből, Örök forradalmár, Kőtörők, Hazám, Börtönszonettek, stb). Ezeket a verseket nem csak az osztrák, de az orosz hatóságok is betiltották. A Szovjetunióban éppen ellenkezőleg, baloldali mivolta és forradalmisága miatt piedesztálra emelték, ám a marxizmust élesen kritizáló írásait ("gyűlöletre és osztályharcra alapozott vallás"-nak tartotta) elhallgatták. Későbbi költeményei (Hervadó levelek kötet, 1896) romantikus lírai verseket tartalmaznak, az 1897-es Smaragdom kötet pedig filozófiai témákat boncol: a jó és rossz viszonyát, szépséget, hűséget, felelősséget, az élet értelmét. Sok életrajzírója az 1905-ös Mózes-t tartja egyik legfontosabb versének, amelyben a vezető és a nép viszonyát, a nemzet érdekeinek és ideáljainak konfliktusát írja le.
Prózai munkássága tíz regényt és több mint száz elbeszélést foglal magába. A legkorábbi az ún. Boriszlav-ciklus, amelyben a nép nyomoráról, a szörnyű társadalmi viszonyokról és a parasztok proletarizációjáról ír. Legfontosabb regényei a Boriszlav nevet (forradalmi mű az osztályöntudat ébredéséről), a Zahar Berkut (történelmi regény a tatárjárás idejéről), a Keresztutak (szociálpszichológiai regény a társadalmi osztályok kapcsolatáról). Színdarabjai közül az ismertebbek a Lopott boldogság (1893) és a Szvjatoszláv fejedelem álma (1895) drámák és a Berkenye (1886) és A tanár (1896) vígjátékok.

## Emlékezete

Húszhrivnyás bankjegy Ivan Franko arcképével

Ivan Franko a 19. századi ukrán irodalom egyik legfontosabb képviselője (Tarasz Sevcsenko és Leszja Ukrajinka mellett). Jelölték az 1916-os irodalmi Nobel-díjra, de halála miatt a jelölést nem értékelték.
1962-ben a nyugat-ukrajnai Sztanyiszlav várost Ivano-Frankivszkra nevezték át. A városnak ma 228 ezer lakosa van és megyeközpont. A Lvivtől 22 km-re fekvő 6000 fős Janiv kisvárost 1946 óta viseli az Ivano-Frankove nevet. 1951-ben szülőfaluját is átnevezték Ivana-Frankára, de 2009-ben visszakapta a Nahujevicsi nevet. Franko nevét viseli a Lvivi Nemzeti Egyetem, ahol annak idején tanult (és ahonnan kicsapták és nem fogadták el doktori értekezését). Szinte minden nagyobb ukrán városban található róla elnevezett utca vagy tér. Az ő arca van az ukrán húszhrivnyás bankjegyen.
Ivan Frankóról nevezték el az 1977-ben felfedezett 2428 Kamenyar aszteroidát.

## Magyarul megjelent művei
- Hricz és az úrfi. Elbeszélés az 1846–1848. zivataros évekből; ford. Zsátkovics Kálmán; Szt. István Társulat, Bp., 1902 (Családi regénytár)
- A veres zsidófiú története. Elbeszélés az ukrán nép életéből; ford. Sztripszky Hiador; Kókai, Bp., 1916 (Ukrán könyvtár)
- Válogatott elbeszélések; összeáll. N. Mahlin, ford. Sándor László; Radjanszka Skola, Kijiv–Uzsgorod, 1949 (Klasszikusok iskolai könyvtára)
- Zahar Berkut. Regény; ford. Koltai Sándor, átdolg. Juhász Ferenc; Új Magyar Könyvkiadó, Bp., 1950
- Elbeszélések; ford. Szemjon Panyko; Könyv- és Újságkiadó, Uzsgorod, 1950
- Elbeszélések; ford. Szalai Borbála; Kárpátontúli Kiadó, Uzsgorod, 1952
- Elbeszélések; ford., utószó Görög Imre; Új Magyar Kiadó, Bp., 1954
- Emberek. Elbeszélések; ford. Honti Rezső, utószó Leszev Irén; Új Magyar Kiadó, Bp., 1956
- Boriszlav nevet. Kisregény; ford. Zoltán Lajos; Radjanszka Skola, Kijiv–Uzshorod, 1957 (Klasszikusok iskolai könyvtára)
- A humoros atya. Elbeszélés; ford. Sándor László; Kárpátontúli Területi Kiadó, Uzsgorod, 1960
- Királysas. Válogatott művek; vál., utószó Karig Sára, ford. Balla László et al.; Európa–Kárpáti, Bp.–Uzsgorod, 1970
- A festékbe pottyant róka; ford. Bojtár Anna; Móra–Kárpáti, Bp.–Uzsgorod, 1974
- Ivan Franko válogatott művei; Karpati, Uzsgorod, 2008

## Fordítás
- Ez a szócikk részben vagy egészben  a(z)   Франко Іван Якович című ukrán Wikipédia-szócikk ezen változatának fordításán alapul.  Az eredeti cikk szerkesztőit annak laptörténete sorolja fel. Ez a jelzés csupán a megfogalmazás eredetét és a szerzői jogokat jelzi, nem szolgál a cikkben szereplő információk forrásmegjelöléseként.